# Moravská Nová Ves
Moravská Nová Ves (do roku 1911 Nová Ves, německy Mährisch Neudorf) je městys v okrese Břeclav v Jihomoravském kraji. Leží jedenáct kilometrů severovýchodně od Břeclavi. Žije zde přibližně 2 600 obyvatel.

## Název
Vesnice byla založena pod jménem Waltersdorf ("Waltrova ves"). V době předhusitské několikrát zpustla a byla opět obnovena, při poslední obnově dostala jméno Nová ves (poprvé doloženo 1384), v německých textech Neudorf. V roce 1915 byl dán přívlastek Moravská (Mährisch) na rozlišení od blízké Charvátské Nové Vsi a Ostrožské Nové Vsi (přívlastek byl dán podle země Moravy, nikoli řeky Moravy). Alois Vojtěch Šembera v roce 1881 vytvořil pro Moravskou Novou ves nové jméno Metudov podle toho, že její zakladatel, velehradský klášter, byl předpokládaným sídlem (arci)biskupa Metoděje.

## Historie
První písemná zmínka o obci pochází z roku 1265. Byla v majetku cisterciáckého velehradského kláštera. Roku 1317 ji cisterciáci prodali za 50 hřiven Otovi de Parcz. Ve 2. polovině 16. století zde bylo rozšířeno novokřtěnectví. V roce 1807 se obec stala městysem.
V červenci 1997 došlo k úpravě státní hranice se Slovenskem, 12. dubna 2007 byl obci vrácen status městyse.
Dne 24. června 2021 se obcí prohnalo tornádo s extrémní bouří, jež poškodilo stovky domů v obci, z nich přes dvě desítky jich bylo určeno k demolici. Zničena byla též střecha a část věže kostela svatého Jakuba Staršího.

## Obyvatelstvo
| Rok            | 1869  | 1880  | 1890  | 1900  | 1910  | 1921  | 1930  | 1950  | 1961  | 1970  | 1980  | 1991  | 2001  | 2011  | 2021  |
| -------------- | ----- | ----- | ----- | ----- | ----- | ----- | ----- | ----- | ----- | ----- | ----- | ----- | ----- | ----- | ----- |
| Počet obyvatel | 1 887 | 2 099 | 2 277 | 2 397 | 2 697 | 2 883 | 2 914 | 2 953 | 3 043 | 2 774 | 2 650 | 2 557 | 2 528 | 2 514 | 2 495 |
| Počet domů     | 393   | 430   | 458   | 474   | 531   | 557   | 681   | 794   | 775   | 780   | 775   | 904   | 914   | 962   | 972   |

## Symboly městyse
Znak a vlajka byly městysi uděleny rozhodnutím předsedy Poslanecké sněmovny Parlamentu České republiky dne 27. dubna 1999.

## Pamětihodnosti
- Kostel sv. Jakuba Staršího byl postaven v roce 1773 na místě staršího gotického kostela stejného zasvěcení, který byl zbořen o tři roky dříve. Stavbu z větší části hradil majitel břeclavského panství Josef Václav z Lichtenštejna. Hlavní oltář Jakuba staršího pochází z roku 1780. Roku 1785 byly pořízeny dva boční oltáře – Neposkvrněného početí Panny Marie s postranními sochami sv. Rozálie a sv. Barbory a oltář sv. Josefa se sochami sv. Vendelína a sv. Izidora jako patrony zemědělců. Křtitelnice je se sousoším křtu Páně a sv. Jana Křtitele, na kazatelně je zase vyobrazeno Desatero s andělem, který troubí k Poslednímu soudu. Kostel vysvětil brněnský biskup Vincenc Josef ze Schrattenbachu 2. května 1807. V roce 1894 byla pořízena křížová cesta.[12] Kostel v roce 2021 výrazně poničilo tornádo.
- Socha svatého Jana Nepomuckého z roku 1740[13]
- Sousoší svaté Anny

## Osobnosti
- Jakub Hluchý (1894–1958), československý důstojník a protifašistický bojovník
- Antonín Salajka (1901–1975), katolický kněz a teolog, slavista, vysokoškolský pedagog

## Turistické zajímavosti
- Dvě uličky s vinnými sklepy: Výmol a Zátiší
- Městysem procházejí cyklostezky Vinař
  - Vinařská stezka Podluží[14]
  - Moravská vinná[15]
  - Neoveská vinná[15]

## Římský lev
V roce 1889 našel místní rolník Pavel Filipovič při zakládání vinohradu na nejvyšším místě obce kamennou sochu lva. Nacházela se asi 70 cm pod povrchem a byla starořímského původu. Vznikla nejpozději ve 3. století z bílého vápence. Je dlouhá 112 cm, vysoká 64 cm a široká 35 cm. Pololežící lev svírá v přední tlapě kořist. 70 let byla socha umístěna na dvoře rodinné usedlosti. V červnu 1955 byla zapůjčena k výzkumu na Slovanské hradiště Mikulčice.

## Galerie

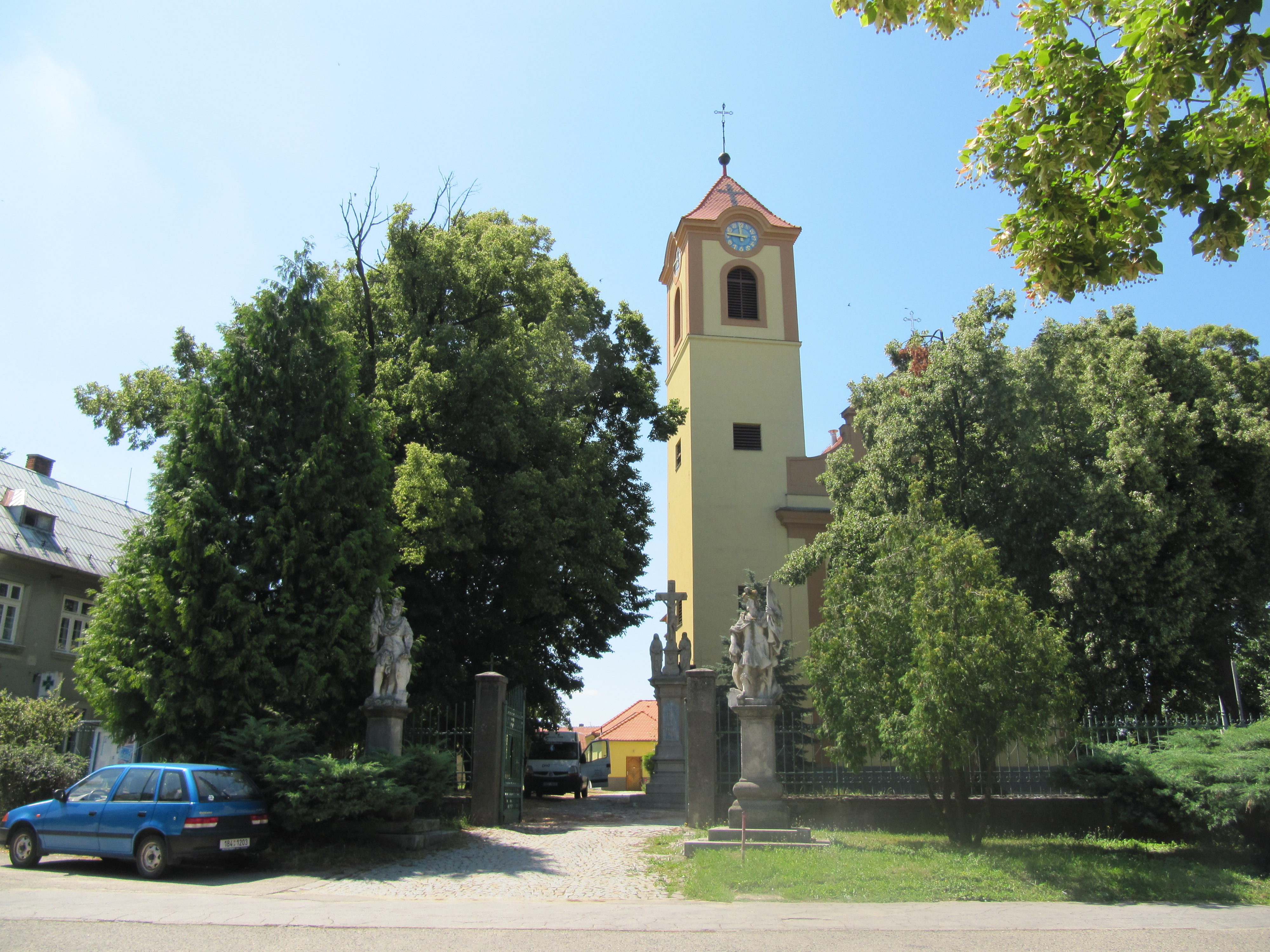
Kostel svatého Jakuba Staršího
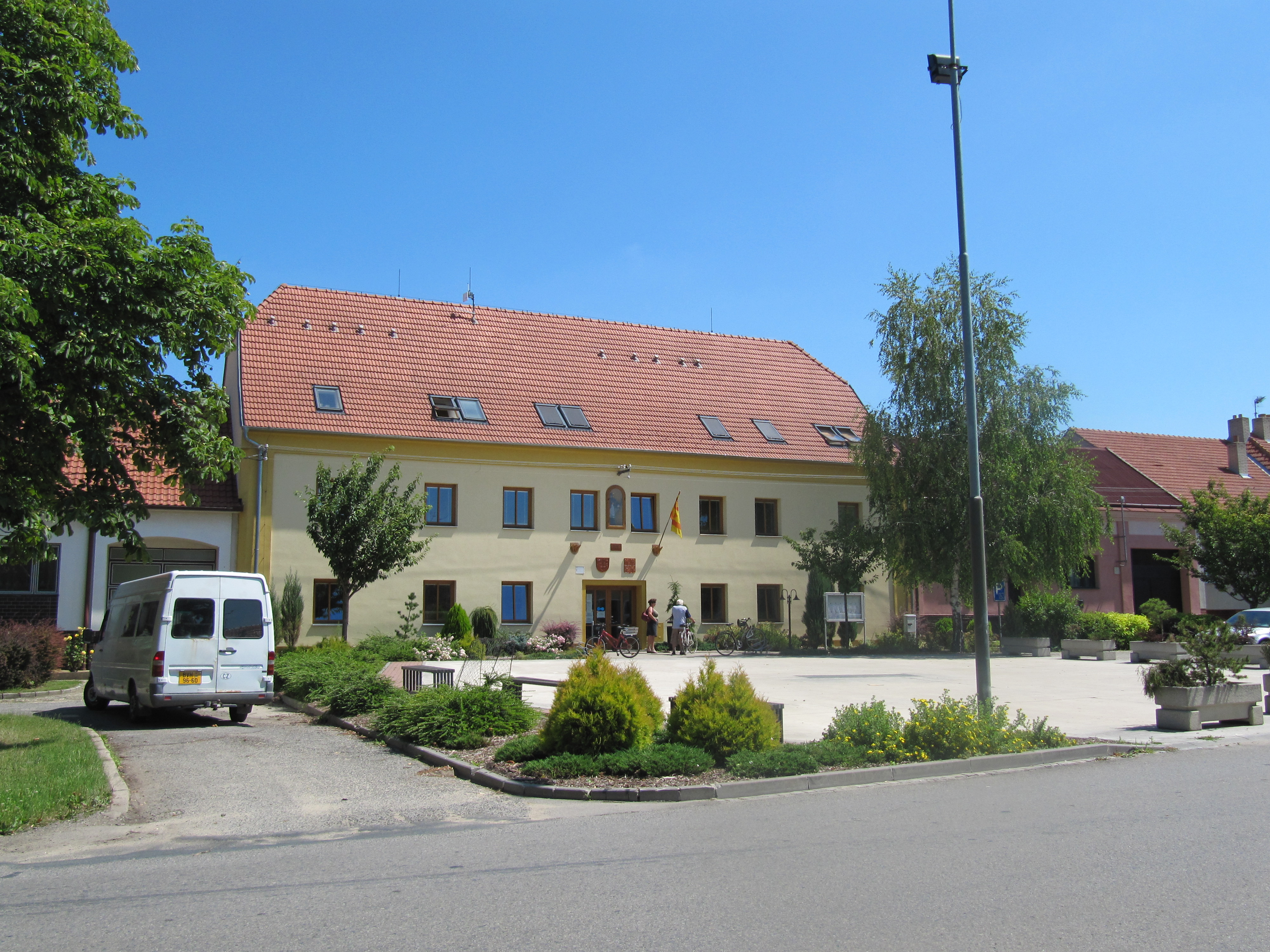
Úřad městyse
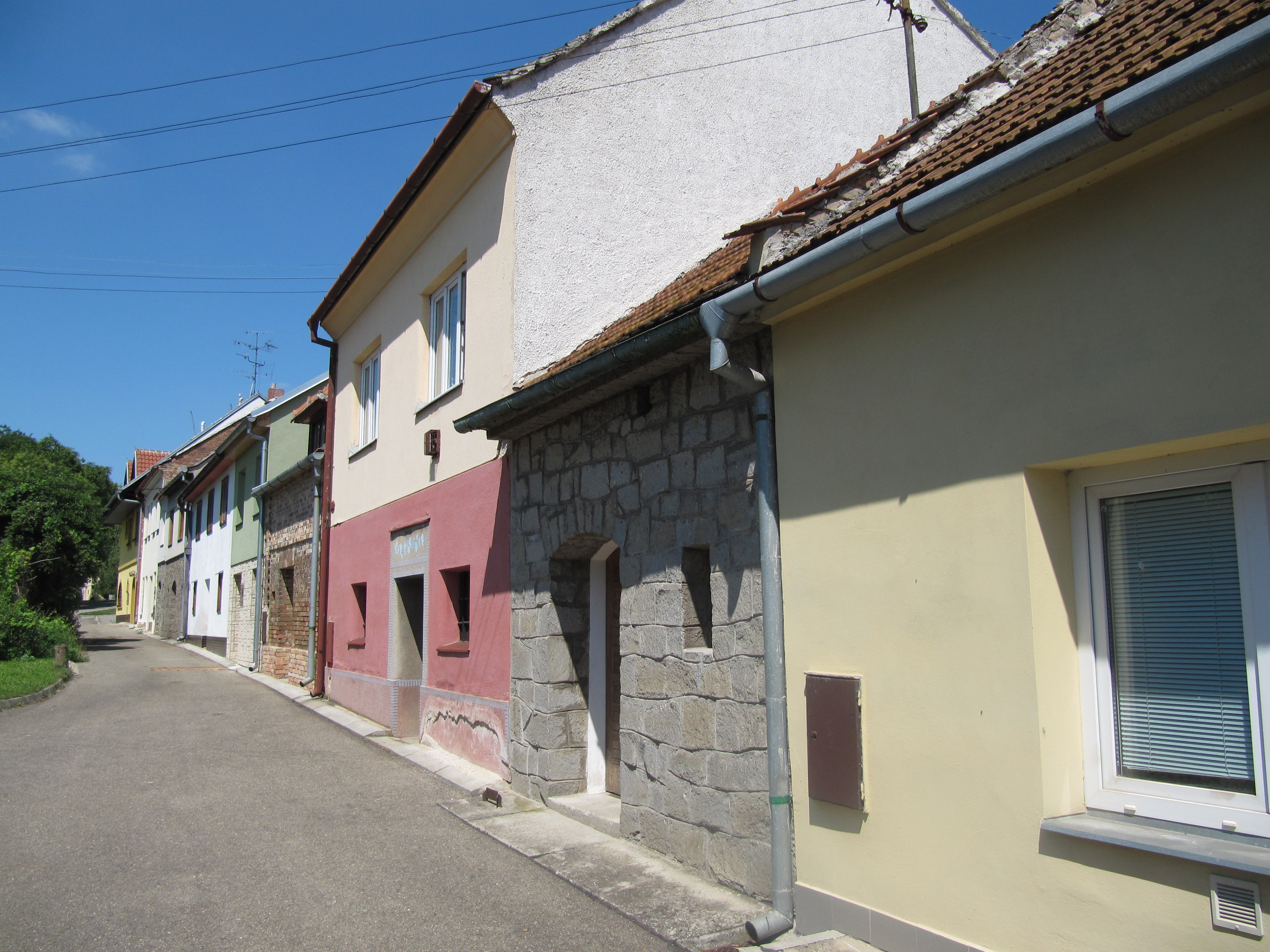
Vinné sklepy
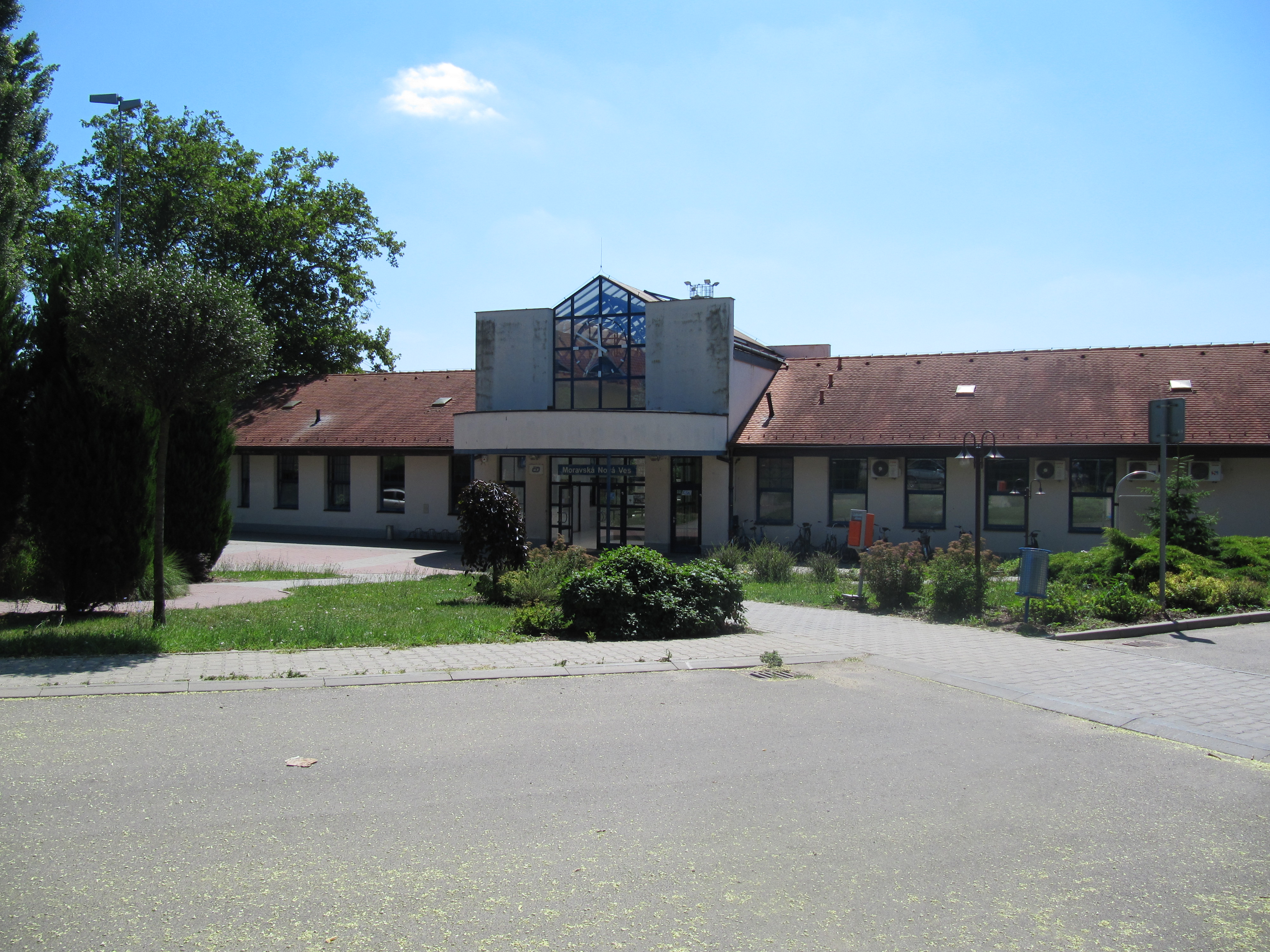
Železniční stanice

### Následky tornáda
V roce 2021 postihla městys přírodní katastrofa, když se jeho částí prohnalo tornádo.